# U-213
U-213 – niemiecki okręt podwodny (U-Boot) typu VII D z okresu II wojny światowej. Okręt wszedł do służby w 1941. Jedynym dowódcą był Oblt. Amelung von Varendorff.

## Historia
Włączony do 5. Flotylli, gdzie odbywał szkolenie. Od stycznia 1942 przeniesiony do 1. Flotylli, od 1 maja 1942 – 9., w obu przypadkach jako okręt bojowy. Odbył 3 patrole bojowe, podczas których nie zatopił żadnej jednostki przeciwnika.
Zatopiony 31 lipca 1942 na wschód od Azorów bombami głębinowymi brytyjskich slupów: HMS „Erne”, HMS „Rochester” i HMS „Sandwich”. Zginęła cała – 50-osobowa załoga.